# Kazimierz Matuszny
Kazimierz Władysław Matuszny (* 4. März 1960 in Milówka) ist ein polnischer Politiker und seit 2005 Abgeordneter des Sejm in der V. und VI. Wahlperiode.
Er beendet das Studium an der Fakultät für Elektronische Automatik und Informatik an der Schlesischen Technischen Universität, danach arbeitete er für den Betrieb für Energetische Chemie des Wärmekraftwerks in Gliwice als Spezialist. Nach 1988 saß er im Vorstand eines privaten Unternehmens, nach 1999 betrieb er einen Skilift in Kamesznica.
Bei den Parlamentswahlen 2005 wurde er über die Liste der rechtskonservativen Partei Recht und Gerechtigkeit (PiS) für den Wahlkreis Bielsko-Biała in den Sejm gewählt. Bei den Sejmwahlen 2007 wurde er für die PiS mit 13.379 Stimmen als Abgeordneter bestätigt. Er ist Mitglied in den Sejm Kommissionen für Staatsschatz und Gesundheit.
Er ist Aktivist im katholisch-fundamentalistischen Ruch Światło-Życie (Bewegung Licht-Leben).